# Aphidius rosae
Aphidius rosae är en stekelart som beskrevs av Alexander Henry Haliday 1833. Aphidius rosae ingår i släktet Aphidius och familjen bracksteklar. Arten är reproducerande i Sverige. Inga underarter finns listade i Catalogue of Life.